# Aulaconotus semiaulaconotus
Aulaconotus semiaulaconotus là một loài bọ cánh cứng trong họ Cerambycidae.